# Batalion ON „Brodnica”

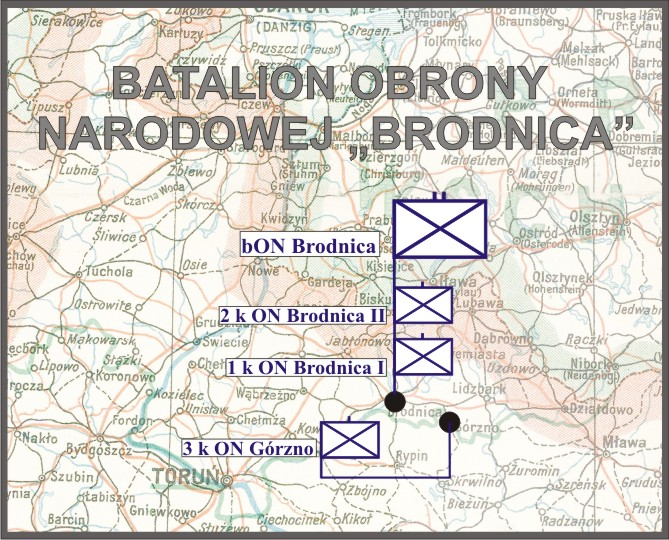
Batalion ON Brodnica

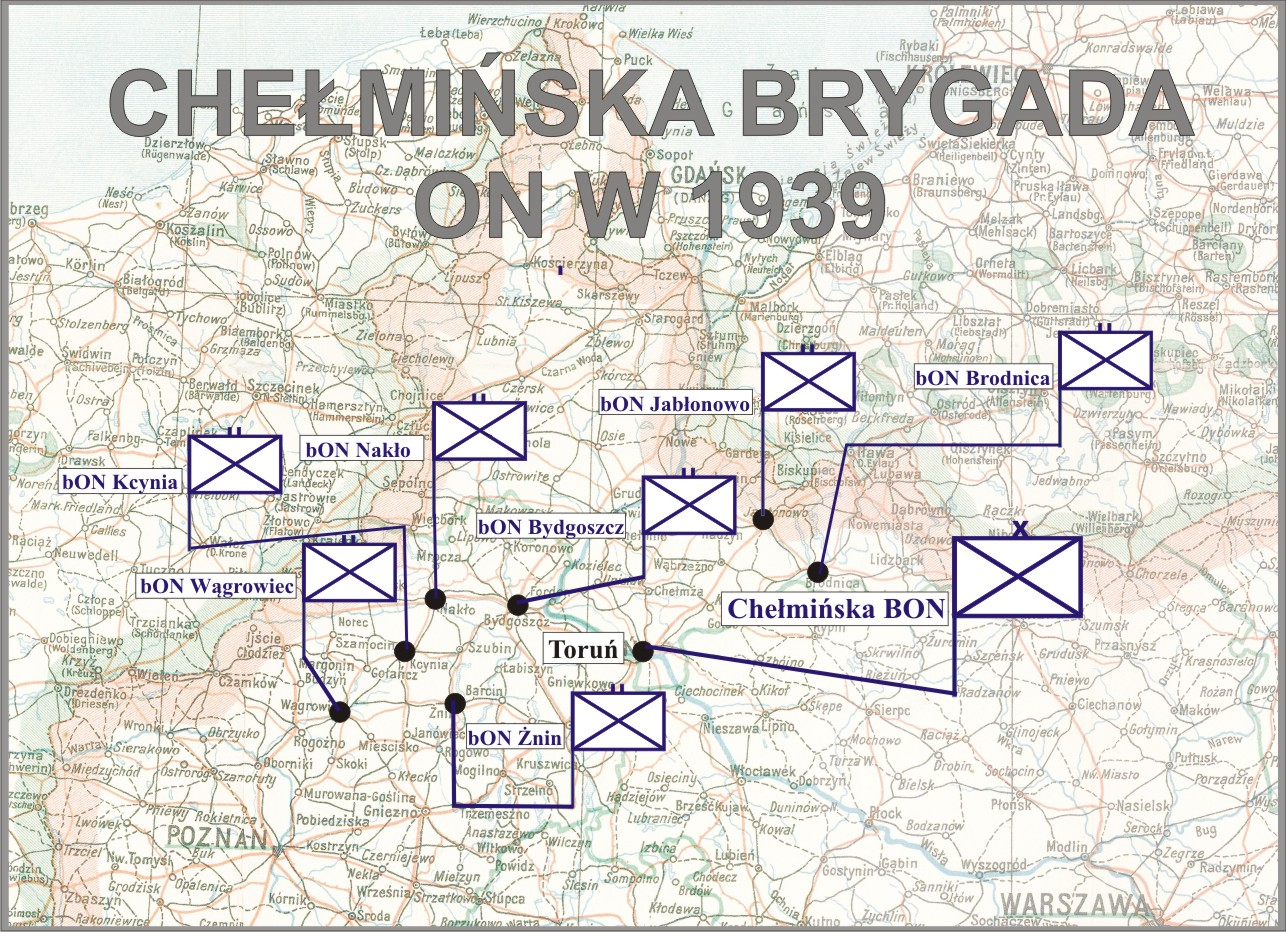
Chełmińska ON

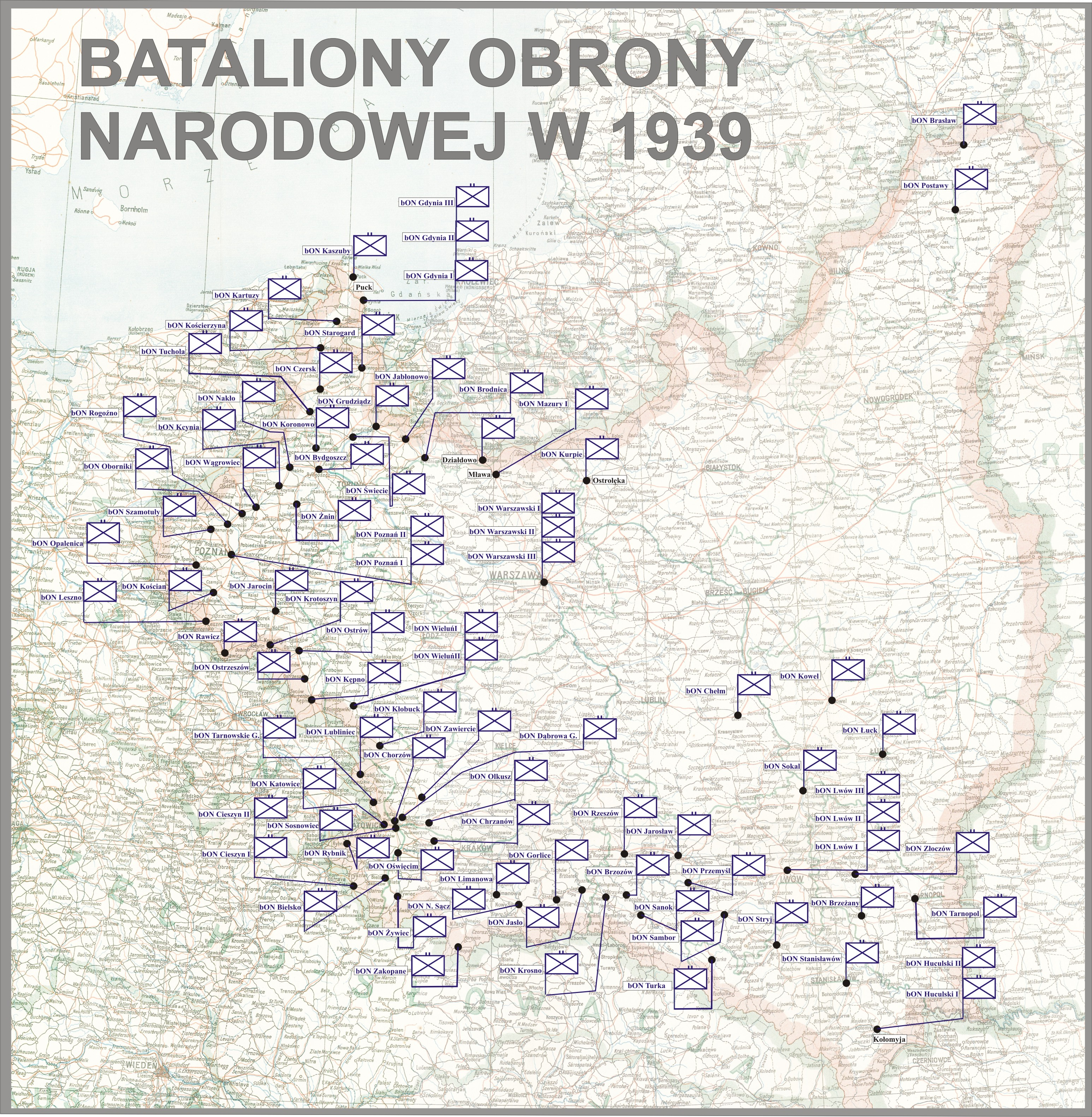
Obrona Narodowa w 1939

Brodnicki Batalion Obrony Narodowej (batalion ON „Brodnica”) – pododdział piechoty Wojska Polskiego.

## Organizacja i formowanie
Pododdział sformowany został wiosną 1939 roku, w Brodnicy, z dniem 31 maja 1939 roku, rozkazem Departamentu Piechoty Ministerstwa Spraw Wojskowych L.1601 z dnia 2 V 1939 w oparciu o 67 Obwód PW. W składzie Chełmińskiej Brygady ON według etatu batalionu ON typ IV. Dowództwo, pododdziały specjalne, pierwsza i druga kompania stacjonowały w Brodnicy, natomiast trzecia – w Górznie . Wg etatu typ IV nie tworzono kompanii ckm. Plutony ckm wchodziły organizacyjnie w skład poszczególnych kompanii jako integralna ich część. Jednostką administracyjną i mobilizującą dla Brodnickiego batalionu ON był 67 pułk piechoty w Brodnicy. 25 sierpnia po zakończeniu  mobilizacji alarmowej, batalion został zaprzysiężony. W godzinach popołudniowych pomaszerował wraz z I batalionem 67 pułku piechoty i częścią pododdziałów pułkowych w rejon jezior brodnickich. 30 sierpnia batalion wszedł w skład Zgrupowania „Brodnica” dowodzonego przez dowódcę piechoty dywizyjnej 4 DP płk. dypl. Mieczysława Rawicz-Mysłowskiego. W składzie zgrupowania obsadził linię umocnień polowych na prawym skrajnym skrzydle zamykał szosę i tor kolejowy z Nowego Miasta do Brodnicy oraz wzdłuż toru Brodnica-Lidzbark Welski do Wilamowa. Batalion otrzymał jako wsparcie 9 baterię z III dywizjonu 4 pułku artylerii lekkiej. Ostatecznie 31 sierpnia wieczorem batalion zajmował odcinek dwoma kompaniami Brodnica, Tama Brodzka, Nowy Dwór pod Brodnicą, Wilamowo. 3 kompania „Górzno” w rejonie stacji kolejowej Radoszki, jezioro Gutowo, jako skrajny pododdział Armii „Pomorze” na styku z Armią „Modlin”.  

## Brodnicki batalion ON w kampanii wrześniowej
W czasie kampanii wrześniowej walczył w składzie 4 Dywizji Piechoty (Armia „Pomorze”).1 września batalion bronił rejonu od jeziora Zbiczno do Górzna. 1 kompania obsadzała Tamę Brodzką, 2 kompania przesmyk między jeziorami Zbiczno i Bachotek, a 3 kompania broniła Górzna. Plutony: pionierów i zwiadu miały dozorować dalekie przedpole obrony batalionu, pluton przeciwpancerny pozostał do dyspozycji dowódcy batalionu . Wczesnym rankiem 1 września żołnierze batalionu odparli natarcie Grenzwachu i samochodów pancernych. Wieczorem doszło do starć z patrolami niemieckiej 228 Dywizji Piechoty. 3 września 1 kompania ON „Brodnica I” na stanowiskach w rejonie Tamy Brodzkiej została zbombardowana przez lotnictwo niemieckie. 3 kompania przejęła częścią swoich sił stanowiska 81 kompanii kolarzy w Grążawie. Bezpośrednie wsparcie batalionu zapewniała 9/4 pal na stanowiskach ogniowych w rejonie Brodnicy. 4 września w godzinach wieczornych batalion wraz z całym Oddziałem Wydzielonym „Brodnica” wycofał się w rejon Rypina . Jako straż przednia kolumny maszerował brodnicki batalion ON (bez 3 kompanii), a jako straż tylna i boczna od wschodu 3 kompania ON „Górzno” z kompanią zwiadowców 67 pp. Dalszy marsz w zgrupowaniu płk. dypl. Tadeusza Lubicz-Niezabitowskiego, batalion odbywał prawym brzegiem Wisły. O godz. 20.00 5 września pomaszerował w kierunku Lipna, który osiągnięto rano 6 września. Po odpoczynku, po zmierzchu batalion w ramach zgrupowania przemieścił się do rejonu Szpetela Górnego, osiągając go o świcie 7 września. Nocą 7/8 września batalion przeprawił się przez Wisłę przez most we Włocławku i dołączył do 4 DP. Z batalionu ON „Brodnica”, batalionu ON „Jabłonowo” oraz improwizowanego batalionu IV/67 pp utworzono pułk ON pod dowództwem ppłk Bohdana Sołtysa. Nocnym marszem 8/9 września batalion osiągnął rejon Lubienia w składzie pułku ON, a następnej nocy dotarł do lasu koło wsi Ruszki i pozostał w odwodzie 4 DP. 10 września rozformowano batalion IV/67 pp, większość żołnierzy uzupełniła 67 pp, mała grupa Brodnicki i Jabłonowski bataliony ON.       
W nocy 10/11 września pułk ON ppłk Bohdana Sołtysa maszerował w bocznej kolumnie zgrupowania dowódcy 14 pułku piechoty ppłk dypl. Włodzimierza Brayczewskiego wraz z 7 baterią haubic 4 pal i 81 kompanią km i br. tow. w kierunku przeprawy przez Bzurę w rejonie Soboty. Po osiągnięciu północnego brzegu Bzury pułk ON ppłk Bohdana Sołtysa stanowił odwód dowódcy zgrupowania ppłk. dypl. Włodzimierza Brayczewskiego, natarcie w kierunku dworu Walewice prowadziły siły główne 14 pp. W tym czasie dokonano zmiany dowódcy batalionu dowództwo przejął mjr Jakub Wojnarowski. Ze względu, że natarcie 14 pp zaległo w ogniu niemieckiej obrony nad rzeczką Mrogą, ppłk Brayczewski osobiście wprowadził do walki część swoich odwodów. Wraz z II batalionem 14 pp do natarcia został wyznaczony batalion ON „Brodnica” wzmocniony 81 kompanią km i br. tow. Po silnym przygotowaniu artyleryjskim ataku przez II/4 pal i 4 dywizjon artylerii ciężkiej, o godz.12.00 oba bataliony sforsowały Bzurę na wysokości dworu Sobota, przeszły po groblach stawów Przesławice i zaatakowały folwarki: Przesławice II/14 pp, a Piotrowice Brodnicki batalion ON. Po zdobyciu obu folwarków nastąpiło oskrzydlenie niemieckiej obrony w rejonie dworu Walewice. Podczas walki o folwarki ranny został ppłk. dypl. Włodzimierz Brayczewski. Zgrupowanie 14 pp wraz z batalionem ON „Brodnica” kontynuowało natarcie docierając do wieczora do planowanych obiektów terenowych. Batalion zajął rejon Chruślina i tam zajął obronę. O godz. 20.00 dowódca 4 DP płk dypl. Mieczysław Rawicz-Mysłowski mianował ppłk. Bohdana Sołtysa dowódcą 14 pp, a pułk ON rozwiązał. 12 września o godz. 5.00 rano batalion wyruszył wraz z batalionami 14 pp na nowe stanowiska. O godz. 7.00 pułk zajął nowe pozycje obronne. Brodnicki batalion ON wraz z pododdziałami pułkowymi i I/14 pp stanowił odwód i stacjonował w folwarku Stanisławów. Z uwagi na planowane natarcie sił głównych 4 DP w kierunku Głowna, część sił 14 pp nie uczestniczących w natarciu zajęła do godz. 17.00 ubezpieczenie natarcia na wschodnich i południowo-wschodnich skrajach lasów Stanisławów, a wśród nich batalion ON „Brodnica”. Wieczorem podczas próby dotarcia do walczącego w obronie zdobytych wsi Sapy i Strzebieszów II/14 pp, poległ ppłk Bohdan Sołtys.         
Z uwagi na zmianę planów operacyjnych, dowódca Grupy Operacyjnej  gen. bryg. Mikołaj Bołtuć rozkazał powrót 4 DP na północny brzeg Bzury. 14 pp wraz z batalionami ON, w tym Brodnickim po godz. 5.00 13 września podjął marsz w kierunku mostu na Bzurze w Sobocie. Dowództwo 14 pp objął mjr Jan Łobza. Ok. godz. 12.00 batalion dotarł do przeprawy, a następnie zajął obronę wzdłuż północnego brzegu Bzury na zachodnim skrzydle 14 pp w Sobockiej Wsi. 13 września mjr Adam Fleszar objął dowództwo II batalionu 63 pułku piechoty. Z uwagi na planowane natarcie 4 DP, na zachód od Łowicza przez Bzurę, 14 pp wraz batalionem ON „Brodnica” wykonał marsz w rejon Zduny Parcele, Bogoria Dolna. W tym rejonie przystąpił do organizacji obrony na północnym brzegu Bzury. W I rzucie obrony zajął stanowiska Brodnicki batalion ON w rejonie wsi Wierznowice. 15 września batalion dalej rozbudowywał swoje stanowiska obronne, wystawił placówkę na południowym brzegu Bzury w Mystkowicach.16 września o świcie oddziały niemieckie wyrzuciły z południowego brzegu Bzury placówkę batalionu. Po przełamaniu obrony na odcinku III/14 pp niemieckie natarcie 32 pp wyparło batalion ON „Brodnica” z Wierznowic do Bogorii Dolnej, a z kolei odejście batalionu z Wierznowic, wymusiło wycofanie się III/14 pp do Bogorii Górnej. Obronę Brodnickiego batalionu ON i III/14 pp wspierał II/4 pal ogniem na wprost. O godz. 9.00 pod ogólnym dowództwem mjr. Jana Łobzy, kontratak wykonał na niemiecki przyczółek batalion brodnicki, wraz z batalionami: jabłonowskim i III/14 pp ze wsparciem II/4 pal. Natarcie doszło do wzg. 95 i zaległo w silnym ogniu broni maszynowej i artylerii. Następnie batalion wycofał się do Bogorii Dolnej i zajął tam obronę. Po godz. 15.00  batalion wraz batalionami: II i III 14 pp oraz ON „Jabłonowo” przedarł się do rzeki Słudwi, którą sforsował ok. godz. 16.00 pod osłoną 67 pp. W rejonie Złakowa Borowego ok. godz. 20.00 zbierał rozproszonych żołnierzy i koncentrował swoje pododdziały. Po północy 17 września batalion podjął marsz w kolumnie dywizji za batalionami 14 pp po trasie Sokołów, Kochanki, Witusza. W trakcie marszu batalion był wielokrotnie bombardowany i pomylił kierunki. Rano 17 września dołączył do 64 pułku piechoty w rejonie Czerniewa. Resztki batalionu zostały włączone do 1 kompanii strzeleckiej 64 pp 16 DP.

## Obsada personalna
Obsada we wrześniu 1939 :
- dowódca batalionu – mjr Adam Fleszar [b] † 23 IX 1939 Groty jako dowódca II/63 pp
- dowódca batalionu – mjr Jakiw Halczewski ps. Jakub Wojnarowski (od 11 IX 1939)
- adiutant batalionu – ppor. Kazimierz Pfond[18]
- dowódca plutonu łączności –ppor. Jan Dembek[18]
- dowódca plutonu zwiadu(kolarzy) – ppor. Jan Karczewski[18]
- dowódca plutonu ppanc. – chor. Antoni Masłek[18]
- dowódca 1 kompanii ON „Brodnica I” – kpt. Edward Franciszek Busza
- dowódca I plutonu – ppor. Bolesław Niewiarowski[19]
- dowódca II plutonu – ppor. Paweł Klejnowski[19]
- dowódca III plutonu – ppor. Jan Pyszczyński[19]
- dowódca plutonu ckm – chor. Józef Dobiegała
- dowódca 2 kompanii ON „Brodnica II” – por. Stanisław Gajdecki[19]
- dowódca I plutonu – ppor. rez. Konrad Pipowski
- dowódca II plutonu – ppor. rez. Konrad Smoczyński
- dowódca III plutonu – pchor. Dynicki[19]
- dowódca plutonu ckm – ppor. rez. Kanownik
- dowódca 3 kompanii ON „Górzno” – por. Witold Kolanowski
- dowódca I plutonu – ppor. Edmund Kosznik[19]
- dowódca II plutonu – ppor. rez. Franciszek Dębek
- dowódca III plutonu – pchor. Jan Bartkowski
- dowódca plutonu ckm – ppor. rez. Bolesław Starostka